# أندرو كاستر
أندرو كاستر، الحاصل على الدكتوراه في الطب، هو طبيب عيون أمريكي، وطبيب جراحة الساد وخبير في الجراحة الانكسارية المتخصصة في إجراءات الليزك. وهو مؤلف كتاب «الليزك: معجزة جراحات العيون» "Lasik: The Eye Laser Miracle"، وهو كتاب يناقش على نطاق واسع موضوع جراحة العيون بالليزر، نشرته دار راندوم هاوس
 وتم اختيار كاستر كواحد من «أفضل الأطباء في لوس أنجلوس» بواسطة تقارير الولايات المتحدة للصحافة والأخبار وأحد «أفضل الأطباء في جراحات العيون» من قِبَل صحيفة لوس أنجلوس تايمز، «كأفضل جراح عيون ليزر في لوس أنجلوس» من قبل مجلة لوس أنجلوس.

ظهر «كاستر» في مسلسل «سوان» كأحد أفراده لإجراء جراحة العين التصحيحية (ليزك) على المتسابقين في البرنامج.

## سيرته الشخصية
حصل كاستر على درجة البكالوريوس من كلية هارفارد في عام 1976 وحصل على دكتوراه الطب من مدرسة طب هارفارد في عام 1980. بعد الانتهاء من فترة عمله كطبيب مقيم في طب العيون في معهد جول شتاين للعيون في مدرسة الطب في جامعة ديفيد غيفين (كاليفورنيا) في عام 1984، تدرّب كاستر مع الدكتور سفياتسلولاف فيودوروف، المبتكر الروسي في إجراء تقويم القصور الشعاعي في عام 1987.
يعتبر كاستر رائدًا في مجال جراحة الليزك، كونه واحدًا من عشرين طبيبًا حصلوا على رخصة إجراء جراحات الليزك الذي وافقت عليه إدارة الغذاء والدواء (الولايات المتحدة). وهو أيضاً واحد من أربعة أطباء أميركيين فقط يعملون في المجلس الاستشاري الطبي لشركة ألكون، وهي أكبر شركة لمنتجات العناية بالعيون في العالم.

عمل كاستر كمدرب إكلينيكي لطب العيون في معهد جولز شتاين للطب بجامعة كاليفورنيا في لوس أنجلوس، وكمستشار خاص في مجلس مؤسسة إيفري تشايلد. 

## روابط خارجية
- أندرو كاستر على موقع IMDb (الإنجليزية)

- "Caster Eye Center"
- "Dr. Andrew Caster's Official Website"
- "Jules Stein Eye Institute"
- "Everychild Foundation"